# Loricula bipunctata
Loricula bipunctata är en insektsart som först beskrevs av Jean Pierre Omer Anne Édouard Perris 1857.  Loricula bipunctata ingår i släktet Loricula och familjen blåsskinnbaggar. Inga underarter finns listade i Catalogue of Life.